# Бочча на летних Паралимпийских играх 2024
Соревнования по бочча на летних Паралимпийских играх 2024 прошли с 29 августа по 5 сентября 2024 года в Париже. Было разыграно 11 комплектов наград.

## Медальный зачёт
| Место | Страна           | Золото | Серебро | Бронза | Всего |
| ----- | ---------------- | ------ | ------- | ------ | ----- |
| 1     | Гонконг          | 3      | 2       | 0      | 5     |
| 2     | Китай            | 2      | 0       | 0      | 2     |
| 3     | Республика Корея | 1      | 3       | 1      | 5     |
| 4     | Колумбия         | 1      | 1       | 1      | 3     |
| 5     | Таиланд          | 1      | 0       | 2      | 3     |
| 6     | Великобритания   | 1      | 0       | 0      | 1     |
| 6     | Португалия       | 1      | 0       | 0      | 1     |
| 6     | Франция          | 1      | 0       | 0      | 1     |
| 9     | Индонезия        | 0      | 2       | 2      | 4     |
| 10    | Австралия        | 0      | 2       | 0      | 2     |
| 11    | Сингапур         | 0      | 1       | 0      | 1     |
| 12    | Япония           | 0      | 0       | 2      | 2     |
| 13    | Аргентина        | 0      | 0       | 1      | 1     |
| 13    | Греция           | 0      | 0       | 1      | 1     |
| 13    | Украина          | 0      | 0       | 1      | 1     |
| Всего | Всего            | 11     | 11      | 11     | 33    |

## Медалисты

### Мужчины
| Класс | Золото                         | Серебро                              | Бронза                        |
| ----- | ------------------------------ | ------------------------------------ | ----------------------------- |
| BC1   | Джон Лоун Гонконг              | Чон Сонджун Республика Корея         | Мухамад Сьяфа Индонезия       |
| BC2   | Воравут Саенгампа Таиланд      | Мухаммад Бинтанг Херлангга Индонезия | Ватчарапхон Вонгса Таиланд    |
| BC3   | Чон Ховон Республика Корея     | Дэниэл Мишель Австралия              | Григориос Полихронидис Греция |
| BC4   | Стивен Макгуайр Великобритания | Эдильсон Чика Колумбия               | Артём Колинько Украина        |

### Женщины
| Класс | Золото                        | Серебро                   | Бронза                     |
| ----- | ----------------------------- | ------------------------- | -------------------------- |
| BC1   | Орели Обер Франция            | Джералин Тан Сингапур     | Хироми Эндо Япония         |
| BC2   | Кристина Гонсалвиш Португалия | Чон Соён Республика Корея | Гисча Заяна Индонезия      |
| BC3   | Хо Юэнькхэй Гонконг           | Джеймисон Лисон Австралия | Кан Сонхи Республика Корея |
| BC4   | Линь Симэй Китай              | Чхён Юэнь Гонконг         | Лейди Чика Колумбия        |

### Смешанные пары и команды
| Класс            | Золото                                 | Серебро                                              | Бронза                                              |
| ---------------- | -------------------------------------- | ---------------------------------------------------- | --------------------------------------------------- |
| Пары, BC3        | Гонконг Хэ Ваньци Се Дэхуа             | Республика Корея Чон Ховон Кан Сонхи                 | Аргентина Стефания Феррандо Родриго Ромеро          |
| Пары, BC4        | Колумбия Эдильсон Чика Лейди Чика      | Гонконг Лён Юквин Чхён Юэнь                          | Таиланд Порнчок Ларпьен Нуанчан Пхонсила            |
| Команды, BC1/BC2 | Китай Чжан Ци Янь Чжицян Лань Чжицзянь | Индонезия Гисча Заяна Феликс Арди Юдха Мухамад Сьяфа | Япония Хироми Эндо Такаюки Хиросэ Хидэтака Сигимура |